# Roberto Ribaud
Pour les articles homonymes, voir Ribaud.
Roberto Ribaud (né le 30 juin 1961 à Tarente) est un athlète italien, spécialiste du 400 mètres et du relais 4 × 400 mètres.

## Biographie
Le 15 juillet 1981 à Turin, il établit son record personnel sur 400 m, en 46 s 02. Sur relais 4 × 400 m, il remporte le relais lors de la Coupe d'Europe 1981 à Zagreb, en portant le record national à 3 min 1 s 42 avec Stefano Malinverni, Alfonso Di Guida et Mauro Zuliani, puis il obtient une décevante 6e place lors des Championnats d'Europe 1982 à Athènes, et enfin il est finaliste lors des premiers championnats du monde 1983 à Helsinki, en coiffant Edwin Moses sur le fil.
En 1984, il établit en 3 min 1 s 44, le 2e meilleur temps italien du même relais, en passant le témoin à Pietro Mennea lors des Jeux olympiques de 1984 à Los Angeles. Le 1er juin 1985 à Rome, il descend pour la première fois sous les 46 secondes, en 45 s 96.
Roberto Ribaud améliore le record national du 4 × 400 mètres en 3 min 1 s 37, lors des Championnats d'Europe d'athlétisme 1986 à Stuttgart, cette fois avec Vito Petrella, Giovanni Bongiorni et Mauro Zuliani, record qui n’est toujours pas battu, 33 ans après. Lors de la même compétition, il bat aussi son record sur 400 mètres en 45 s 69. 
En 1987, lors des 2es Championnats du monde à Rome, il est éliminé en quart de finale sur 400 m et termine 6e de la demi-finale du relais avec Marcello Pantone, Vito Petrella et Tiziano Gemelli, en 3 min 3 s 91. En 1988, bien que l’équipe nationale ait réalisé un temps qualificatif, 3 min 3 s 23, le 5e meilleur temps de la saison, les remous au sein de la Fédération italienne d'athlétisme font qu’il n’est pas sélectionné pour les Jeux olympiques à Séoul.
Le 20 juin 1989 à Catane, il descend de nouveau sous les 46 s, avec 45 s 86.
Pour sa dernière compétition internationale, il termine 4e du relais lors des Championnats d'Europe 1990 à Split.
Sur 400 m, il remporte un titre national en 1983 et trois titres en salle (1981, 1982 et 1985). Il remporte la médaille d’or du relais lors des Jeux méditerranéens 1987 à Lattaquié après la médaille d’argent lors des Jeux précédents de 1983 à Casablanca.

### Records
| Épreuve | Épreuve   | Performance | Lieu      | Date            |
| ------- | --------- | ----------- | --------- | --------------- |
| 400 m   | Plein air | 45 s 69     | Stuttgart | 27 août 1986    |
| 400 m   | Salle     | 46 s 81     | Turin     | 21 février 1985 |